# Eric Nordlöw (konstnär)
För fotografen och målaren Eric Nordlöw se Eric Nordlöw (fotograf)
Albert Eric Herbert Nordlöw, född 17 november 1908 i Göteborg, död 1983, var en svensk målare, tecknare och grafiker.
Han var son till apotekaren Karl Herbert Nordlöw och Mia Charlotta Albertina Lindgren samt från 1934 gift med Magda Ottilia Barkelund. Han studerade konst vid Tekniska skolans aftonskola 1925-1929 och vid Kungliga konsthögskolan 1929-1932 samt vid Académie Julian i Paris 1948. Han var verksam som teckningslärare vid olika skolor fram till 1947 då han bestämde sig för att satsa helt på sin konstnärliga verksamhet. Han genomförde då ett flertal studieresor i södra Europa och Nordafrika och var tidvis bosatt på Teneriffa. Separat ställde han ut i på ett flertal platser bland annat i Umeå, Ludvika, Avesta, Eksjö, Puerto de la Cruz och på Galleri Tre Kvart i Stockholm. Han medverkade i flera av Sveriges allmänna konstförenings utställningar och vid Nordiska grafikunionens utställning i Stockholm 1948 samt Svenska exlibrisföreningens utställning på Nordiska museet och i utställningar arrangerade av Grafiska sällskapet och Dalarnas konstförening. Hans konst består av landskapsskildringar från södra Europa och Bohuslän, nakenstudier, figurer och porträtt utförda i olja, akvarell, gouache eller som etsningar.